# Emil Bălan
Emil Bălan (n.  ?) a fost un pilot român de aviație, as al Aviației Române din cel de-al Doilea Război Mondial. A căzut pe front.
Adjutantul stagiar av. Emil Bălan a fost decorat cu Ordinul Virtutea Aeronautică cu spade, clasa Crucea de Aur cu prima și a doua baretă (ambele la 6 octombrie 1944).

## Decorații
- Ordinul „Virtutea Aeronautică” cu spade, clasa Crucea de Aur cu 1 baretă (6 octombrie 1944)[1]
- Ordinul „Virtutea Aeronautică” cu spade, clasa Crucea de Aur cu 2 barete (6 octombrie 1944)[1]